# Loyola Marymount University Women's Volleyball
La Loyola Marymount University Women's Volleyball è la squadra pallavolo femminile appartenente alla Loyola Marymount University, con sede a Los Angeles (California): milita nella West Coast Conference della NCAA Division I.

## Storia
Il programma di pallavolo femminile della Loyola Marymount University nasce nel 1982. Viene quindi affiliato alla West Coast Athletic Conference, in seguito West Coast Conference, nel 1985: le Lions conquistano quattro titoli di conference, qualificandosi spesso al torneo di NCAA Division I, dove in due occasioni (1996 e 2015) si spingono fino alle Sweet Sixteen.

## Record
| Piazzamento          |    | Edizione                                                      |
| -------------------- | -- | ------------------------------------------------------------- |
| Tornei NCAA          | 16 | Sweet Sixteen: 2 1996, 2015                                   |
| Tornei NCAA          | 16 | Secondo turno: 6 1986, 1997, 1999, 2003, 2018, 2024           |
| Tornei NCAA          | 16 | Primo turno: 8 1994, 1995, 2000, 2004, 2005, 2012, 2014, 2022 |
| Titoli di conference | 5  | West Coast Conference: 5 1986, 1994, 1995, 1996, 2024         |

## Conference
- West Coast Conference[1]: 1985-

## All-America

### First Team
- Sarah Noriega (1997)

### Second Team
- Sarah McFarland (2000)

### Third Team
- Sarah McFarland (1999)

## Allenatori
- Nancy Fortner: 1982-1986
- George Yamashita: 1987-1988
- Mike Normand: 1989
- Steve Stratos: 1990-2009
- Tom Black: 2010-2016
- Aaron Mansfield: 2017-